# Her Silent Sacrifice
Her Silent Sacrifice è un film muto del 1917 diretto da Edward José che è conosciuto anche con il titolo The Red Mouse.
La sceneggiatura si basa su The Red Mouse, lavoro teatrale di Henry J. W. Dam che aveva debuttato a Filadelfia il 21 settembre 1903.

## Trama
In Francia, nella cittadina di Savenay, giunge un pittore americano, Richard Vale, che va a vivere nella locanda dell'anziano Chaupin. L'artista chiede alla nipote di Chaupin, Arlette, di posare per lui. Tra i due giovani nasce l'amore, ma Richard è molto povero e Arlette, che vorrebbe fare qualcosa per lui, cede alle profferte del principe Boissard che le promette, se diventerà la sua amante, di aiutare il pittore. Richard viene così mandato in Italia a perfezionare la sua pittura. Dopo un anno, Richard torna, ormai famoso e Arlette, anche se a malincuore, accetta di pagare il suo debito con Boissard. Verrà salvata da Sarthe, il domestico del principe, che ucciderà Boissard, lasciando così libera la ragazza di sposare il suo pittore.

## Produzione
Il film fu prodotto dalla Select Pictures Corporation.

## Distribuzione
Il copyright del film, richiesto dalla Select Pictures Corp., fu registrato il 28 novembre 1917 con il numero LP11762.
Distribuito dalla Select Pictures Corporation, il film uscì nelle sale cinematografiche statunitensi nel novembre 1917.